# Dmitrij Malysjko
Dmitrij Malysjko (ryska: Дмитрий Владимирович Малышко, Dmitrij Vladimirovitj Malysjko), född 19 mars 1987 i Sosnovyj Bor, är en rysk skidskytt som tävlat i världscupen i skidskytte sedan säsongen 2011/2012. 
Han debuterade i världscupen i Östersund den 9 december 2011. Sin första individuella pallplats tog han den 12 februari 2012 på distansen i finska Kontiolax då han slutade trea. Malysjko tog sin första världscupseger den 5 januari 2013 i sprinten i Oberhof. Redan nästa dag vann han sin andra världscuptävling när han sköt fullt i jaktstartsloppet.
Malysjko ingick i det ryska skidskyttelaget vid OS i Sotji 2014 tillsammans med Aleksej Volkov, Jevgenij Ustiugov och Anton Sjipulin. Laget tog guld i stafetten men blev 2020 av med medaljen efter att Jevgenij Ustiugov fällts för doping.